# Aaron Meijers
Aaron Meijers (Delft, 28 oktober 1987) is een Nederlandse voetballer die doorgaans als linkervleugelverdediger speelt. Hij verruilde in juli 2025 RKC Waalwijk voor FC Volendam.

## Clubcarrière
Meijers stroomde in 2006 door vanuit de jeugd van FC Volendam. Hiervoor maakte hij op 27 oktober 2006 zijn debuut in het eerste team, in een met 3-0 gewonnen wedstrijd thuis tegen Go Ahead Eagles, een wedstrijd in de Eerste divisie. In het seizoen 2006/07 speelde hij 21 competitiewedstrijden in de hoofdmacht van de club. Vervolgens groeide hij uit tot een tot een vaste waarde in het eerste elftal. Meijers werd in het seizoen 2007/08 met Volendam kampioen van de Eerste divisie en promoveerde zodoende met de club naar de Eredivisie. Hierin volgde het jaar erop de laatste plaats en degradatie.
Meijers verruilde FC Volendam in 2010 voor het dan net uit de Eredivisie gedegradeerde RKC Waalwijk, waar hij een contract tekende voor twee seizoenen. Met RKC werd hij dat jaar voor de tweede keer in zijn carrière kampioen van de Eerste divisie, waarin hij met de club vervolgens als negende eindigde.
Meijers verruilde RKC in 2012 voor ADO Den Haag, de nummer vijftien van de Eredivisie in het voorgaande seizoen. Ook hier werd hij basisspeler. Met achtereenvolgens een negende, nog een negende, een dertiende en een elfde plek, behaalde hij met zijn teamgenoten in zijn eerste vier jaar telkens lijfsbehoud op het hoogste niveau. Meijers verlengde in juli 2015 zijn contract bij ADO Den Haag tot medio 2018. De op dat moment net aangetreden coach Željko Petrović benoemde hem in augustus 2016 tot aanvoerder. Meijer speelde meer dan tweehonderd wedstrijden voor de Haagse club. In 2021 maakte hij de overstap naar Sparta Rotterdam. Twee jaar later ging hij terug naar RKC Waalwijk.
In oktober 2012 mocht hij samen met Jens Toornstra meetrainen met de selectie van het Nederlands voetbalelftal.

## Clubstatistieken
| Seizoen         | Club             | Competitie      | Competitie | Competitie | Beker | Beker | Overig | Overig | Totaal | Totaal |
| Seizoen         | Club             | Competitie      | Wed.       | Dlp.       | Wed.  | Dlp.  | Wed.   | Dlp.   | Wed.   | Dlp.   |
| --------------- | ---------------- | --------------- | ---------- | ---------- | ----- | ----- | ------ | ------ | ------ | ------ |
| 2006/07         | FC Volendam      | Eerste divisie  | 21         | 0          | 0     | 0     | 0      | 0      | 21     | 0      |
| 2007/08         | FC Volendam      | Eerste divisie  | 36         | 2          | 1     | 0     | 0      | 0      | 37     | 2      |
| 2008/09         | FC Volendam      | Eredivisie      | 31         | 0          | 5     | 0     | 0      | 0      | 36     | 0      |
| 2009/10         | FC Volendam      | Eerste divisie  | 36         | 2          | 1     | 0     | 0      | 0      | 37     | 2      |
| 2010/11         | RKC Waalwijk     | Eerste divisie  | 32         | 1          | 4     | 0     | 0      | 0      | 36     | 1      |
| 2011/12         | RKC Waalwijk     | Eredivisie      | 32         | 3          | 4     | 0     | 4      | 0      | 40     | 3      |
| 2012/13         | ADO Den Haag     | Eredivisie      | 31         | 0          | 2     | 0     | 0      | 0      | 33     | 0      |
| 2013/14         | ADO Den Haag     | Eredivisie      | 34         | 1          | 2     | 0     | 0      | 0      | 36     | 1      |
| 2014/15         | ADO Den Haag     | Eredivisie      | 33         | 0          | 1     | 0     | 0      | 0      | 34     | 0      |
| 2015/16         | ADO Den Haag     | Eredivisie      | 30         | 1          | 1     | 0     | 0      | 0      | 31     | 1      |
| 2016/17         | ADO Den Haag     | Eredivisie      | 19         | 0          | 1     | 0     | 0      | 0      | 20     | 0      |
| 2017/18         | ADO Den Haag     | Eredivisie      | 33         | 1          | 1     | 0     | 2      | 0      | 36     | 1      |
| 2018/19         | ADO Den Haag     | Eredivisie      | 31         | 2          | 2     | 0     | 0      | 0      | 33     | 2      |
| 2019/20         | ADO Den Haag     | Eredivisie      | 26         | 2          | 1     | 0     | 0      | 0      | 27     | 2      |
| 2020/21         | Sparta Rotterdam | Eredivisie      | 24         | 0          | 1     | 0     | 0      | 0      | 25     | 0      |
| 2021/22         | Sparta Rotterdam | Eredivisie      | 12         | 0          | 2     | 0     | 0      | 0      | 14     | 0      |
| 2022/23         | Sparta Rotterdam | Eredivisie      | 13         | 0          | 1     | 0     | 0      | 0      | 14     | 0      |
| 2023/24         | RKC Waalwijk     | Eredivisie      | 28         | 0          | 1     | 0     | 0      | 0      | 29     | 0      |
| 2024/25         | RKC Waalwijk     | Eredivisie      | 10         | 0          | 1     | 0     | 0      | 0      | 11     | 0      |
| 2025/26         | FC Volendam      | Eredivisie      |            |            |       |       |        |        |        |        |
| Carrière totaal | Carrière totaal  | Carrière totaal | 512        | 15         | 32    | 0     | 6      | 0      | 550    | 15     |

## Erelijst

### MetFC Volendam
| Nationaal               |    |         |
| Kampioen Eerste divisie | 1x | 2007/08 |

### MetRKC Waalwijk
| Nationaal               |    |         |
| Kampioen Eerste divisie | 1x | 2010/11 |